# Oreopsyche angustella
Oreopsyche angustella är en fjärilsart som beskrevs av Herrich-Schäffer 1785. Oreopsyche angustella ingår i släktet Oreopsyche och familjen säckspinnare. Inga underarter finns listade i Catalogue of Life.